# Glyptostrobus

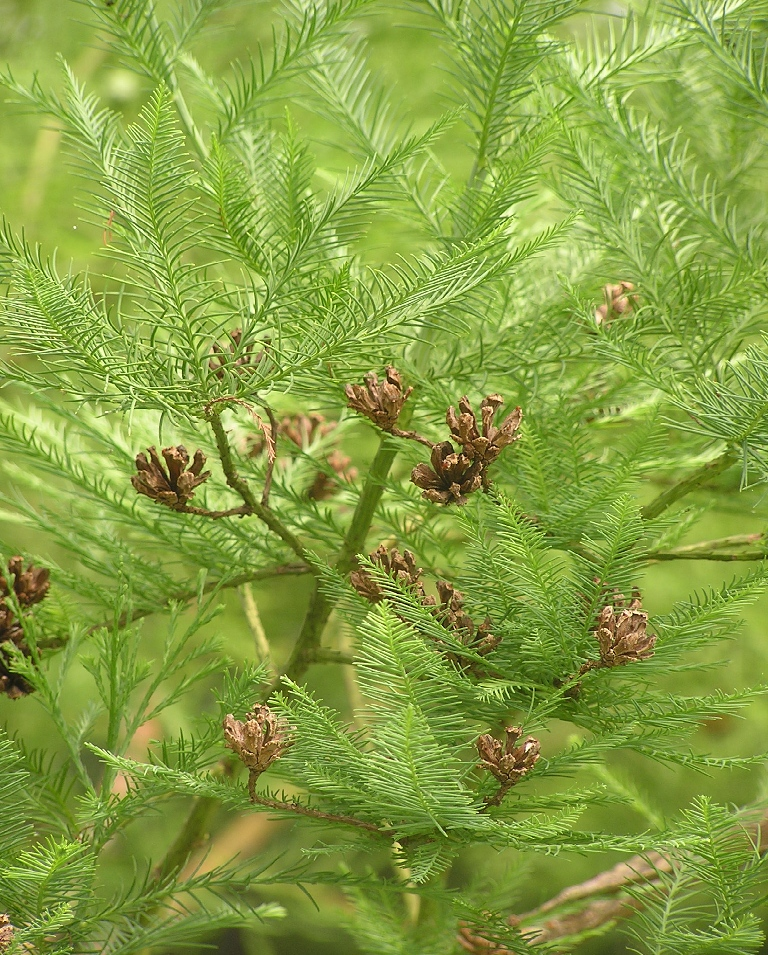
Folhagem de Glyptostrobus pensilis, a única espécie extante do género.

Glyptostrobus é um pequeno género de coníferas pertencente à família Cupressaceae, com uma única espécie extante, Glyptostrobus pensilis, mas a que pertenciam algumas espécies do Terciário, presententemente extintas.

## Descrição
Glyptostrobus é um pequeno género de coníferas da família Cupressaceae (anteriormente colocado na família Taxodiaceae). A única espécie extante é Glyptostrobus pensilis, uma árvore nativa das resgiões subtropicais do sueste da China, de Fujian para oeste até ao sueste de Yunnan, ocorrendo em pequenas populações isoladas no norte do Vietname e na província de Borikhamxai, no nordeste do Laos junto à fronteira com o Vietname.
O género anteriormente tinha uma distribuição natural muito ampla, cobrindo a maior parte do Hemisfério Norte, incluindo o alto Ártico no Paleoceno e Eoceno. Os mais antigos fósseis conhecidos foram datados como oriundos do final do Cretáceo e foram encontrados na América do Norte. As espécies que integravam este géneros contribuíram abundantemente para os pântanos carboníferos da era Cenozóica. A distribuição do género foi reduzida à sua área actual antes e durante as idades do gelo do Pleistoceno.
A única espécie sobrevivente, Glyptostrobus pensilis, é uma árvore de médio a grande porte (mesofanerófito a megafanerófito), atingindo os 30 m de altura e  um diâmetro de tronco de até 1 m, possivelmente mais. As folhas são decíduas, dispostas em espiral, mas torcidas na base para ficar em duas fileiras horizontais, com 5–20 mm de comprimento e 1–2 mm de largura, mas com apenas 2–3 mm de comprimento e em forma de escama nos rebentos da parte superior da copa. As pinhas (cones) em forma de pera, com 2–3 cm de comprimento e 1-1,5 cm de diâmetro, mais largas próximo do ápice, são verdes ganhando uma coloração amarelo-acastanhada com a maturação. Abrem quando maduras para liberar pequenas sementes aladas com 5–20 mm de comprimento.
O habitat típico daquela espécie são as margens de rios, lagoas e pântanos, crescendo em águas com até 60 cm de profundidade. Tal como o género relacionado Taxodium, quando cresce na água esta espécie produz joelhos de cipreste, grandes pneumatóforos radiculares que ajudam a transportar oxigénio para as raízes.
A espécie está quase extinta na natureza devido ao corte excessivo para colheita da sua valiosa madeira perfumada e resistente à podridão. Contudo, é amplamente plantada ao longo das margens dos arrozais, onde as suas raízes ajudam a estabilizar as margens, reduzindo a erosão do solo. Parece não restar número significativo de plantas selvagens na China e poucas das que se conhecem no Vietname estão em condições de produzir sementes. Uma população destes ciprestes foi descoberta recentemente no centro do Laos.